# Joachim Mauritius

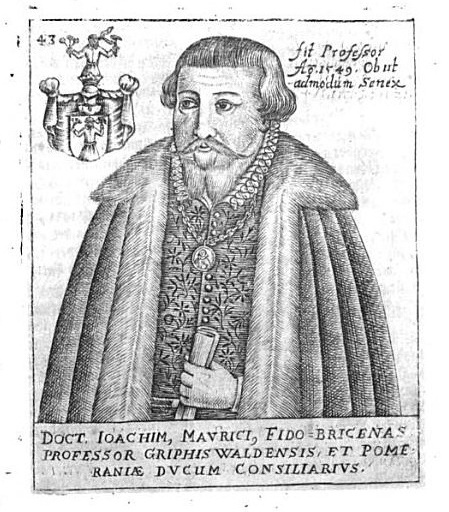
Bildnis Joachim Mauritius nach Martin Friedrich Seidels Bilder-Sammlung

Joachim Mauritius (auch Mörz, Moeritz oder Moriz, * in Treuenbrietzen) war ein deutscher Jurist und Hochschullehrer.

## Leben
Joachim Mauritius war Doktor beider Rechte und wurde 1549 Professor an der Universität Greifswald. Am 25. Oktober des Folgejahres wurde Mauritius zum Rektor gewählt, 1552 erneut. 1556 heiratete er die Stralsunderin Gertrud Stern. Er verließ Greifswald mit unbekanntem Ziel.
Für das Jahr 1576 wird in Greifswald ein Dr. Caspar Moriz als Pommerscher Rat genannt, vielleicht ein Sohn von Joachim Mauritius.
Seine Tochter Anna heiratete im Jahre 1580 den späteren Stralsunder Ratsherren Georg Schmiterlow. Dessen Bruder Christian Schmiterlow verfasste zur Heirat ein umfangreiches Hochzeitsgedicht in lateinischer Sprache, ein als Smiterloviadum bekanntes Werk.